# Barylypa
Barylypa är ett släkte av steklar som beskrevs av Förster 1869. Barylypa ingår i familjen brokparasitsteklar.

## Dottertaxa tillBarylypa, i alfabetisk ordning[1][2]
- Barylypa amabilis
- Barylypa andalusiaca
- Barylypa apicalis
- Barylypa apicate
- Barylypa arenicola
- Barylypa arizonensis
- Barylypa australis
- Barylypa bipartita
- Barylypa broweri
- Barylypa caroliniana
- Barylypa caucasica
- Barylypa clavata
- Barylypa dakota
- Barylypa delictor
- Barylypa denticulata
- Barylypa elongata
- Barylypa fahringeri
- Barylypa formosa
- Barylypa fulvescens
- Barylypa helleni
- Barylypa huachucana
- Barylypa imitata
- Barylypa incompleta
- Barylypa indianensis
- Barylypa insidiator
- Barylypa irona
- Barylypa jacobsoni
- Barylypa jakovlevi
- Barylypa laevicoxis
- Barylypa leviensis
- Barylypa longicornis
- Barylypa meridionator
- Barylypa minima
- Barylypa mitchelli
- Barylypa necator
- Barylypa nigricans
- Barylypa notocarinata
- Barylypa orbitalis
- Barylypa orestes
- Barylypa paeneferruginea
- Barylypa pallida
- Barylypa pallitarsis
- Barylypa postpetiolis
- Barylypa primigena
- Barylypa prolata
- Barylypa relicta
- Barylypa rileyi
- Barylypa rubricator
- Barylypa scelerosa
- Barylypa schmidi
- Barylypa schmiedeknechti
- Barylypa siccata
- Barylypa simulata
- Barylypa smithii
- Barylypa subtilis
- Barylypa sulcata
- Barylypa testacea
- Barylypa torquata
- Barylypa transcaspica
- Barylypa unidentata
- Barylypa uniguttata
- Barylypa xanthomelas